# Таба
Таба (арап. طابا) је мали град у Египту који се налази у близини северног дела Акапског залива. Град се налази у близини граничног прелаза Египта са суседним Еилатом у Израелу. Град представља туристичко место, нарочито за туристе из Израела, на путу као другим дестинацијама. Најсеверније је одмаралиште Египта и излази на Црвено море.

## Историја
Криза у граду почела је 1906. године, када је султан Абдул Хамид II одлучио да изгради уточиште у Таби. Британци су тада послали египатску обалну стражу да поново заузму Акабу и Табу. Када су наишли на турске официре који су им одбили прелазак, египатске снаге пристале су на оближње Фараоново острво. У то време, Британска морнарица послала је ратне бродове у источни Медитеран и претила одузимањем острва којима руководи Османско царство. Султан Абдул Хамид II повукао се из Таба, а 13. маја 1906. године, Британија и Отоманско царство сложили су се око поделе граница. Границе су постављене од града Рафе, југосисточно до Акапског залива, око 2 кимолетара од града Акабе.
Таба се налазила унутар граница Египта од примирја из 1949. године. Током суецке кризе 1956. године град је био кракто окупиран али је поново припао Египту када су се израелске снаге са њега повукле, 1957. године. Израел је поново освојио Синајско полуострво након шестодневног рата 1967. године, а потом је у Таби изградио хотел са 400 соба.
Године 1973. током Јомкипурског рата, када су Египат и Израел почели преговоре о границама, Влада Израела тврдила је да је Таба на османској страница границе, по договору између Османлија и британске колонијалне Владе Египта из 1906. године. Иако је већина Синајско полустрва враћена Египту, након мировног уговора Египта и Израела 1979. године, Таба је тек тада враћена. Након дугог спора, питање је поднето међународној комисији која је састављена од једног израелског, једног египатског и три уздржана преговарача. Године 1988. комисија је изабрала у корист Египта, а Израел је вратио Табу Египту у фебруару 1989. године.
У склопу каснијег споразума, становништву је било дозвољено да пређу из Израела преко граничног прелаза Еилат Таба и посете подручје Акабе на Синајском полуострву, без визе на 14 дана, што је Табу учинило туристичком дестинацијом.
Туристичка заједница Таба налази се око 20 км јужно од града Табе. У склопу ње налази се неколико великих хотела као што су Хајат, Мариот, Софител и Међународни хотел. Остали објекти за рекреацију укључују голф терене и стазе у пустињи.
Споразум из Табе потписали су Израел и Палестинска ослободилачка организација, 24. септембра 1995. године.
У хотелу Хилтон Таба је 7. октобра 2004. године постављена бомба која је убила 34 особе, укључујући и Израелце. Двадесет четири дана касније египатски министар унутрашњих послова изјавио је да починиоци бомбашких напада нису имали унутрашњу помоћ, али су им у томе помогли Бедуини.
У фебруару 2014. године, туристички водич који је водио туристе до Манастира Свете Катарине, разнео се бомбом након што је прешао границу са Изрелом. Убијена су најмање два Јужнокорејца, 14 људи је рањено, а напад је окрактерисан као тероризам.
Упркос упозорењима, израелски туристи наставили су да долазе у Табу.

## Заштићено подручје Таба
Заштићено подручје Таба налази се југозападно од Табе, заштићено је законом, а поврине је 3590 km². Предео укључује пећине, низ долина и планинских пролаза, као и природне изворе. У области је пописано 25 врста сисара, 50 врста ретких птица и 24 врсте гмизаваца.

## Саобраћај
Пошто је Таба у својој историји била мало бедуинско село, до ње никада нису постојали велики путеви. Због развоја туризма и унапређења града отворен је Аеродрм Ал Накб, који се налази на Синају, око 35 km од Табе. Аеродром је касније унапређен у међународни и сада има летове из Велике Британије, као и недељене летове из Белгије, Русије, Данске и Холандије. Многи туристи долазе у Табу преко граничних прелаза из Израела и марине које је изграђена 20 км јужно од Табе, а чести су и трајекти који пролазе до Акабе у Јордану.

## Клима
Клима града Табе је по Кепеновој класификацији климата класификована као врућа пустињска клима, укључујући и остатак Египта. Виши предели Табе одликују нижим тепмпературама, има више кишних дана и нешто мање сунчеве светловсти него у нижим пределима.
| Клима Табе                                                                                 | Клима Табе  | Клима Табе  | Клима Табе  | Клима Табе  | Клима Табе  | Клима Табе  | Клима Табе   | Клима Табе   | Клима Табе  | Клима Табе  | Клима Табе  | Клима Табе  | Клима Табе    |
| Показатељ \ Месец                                                                          | .Јан.       | .Феб.       | .Мар.       | .Апр.       | .Мај.       | .Јун.       | .Јул.        | .Авг.        | .Сеп.       | .Окт.       | .Нов.       | .Дец.       | .Год.         |
| ------------------------------------------------------------------------------------------ | ----------- | ----------- | ----------- | ----------- | ----------- | ----------- | ------------ | ------------ | ----------- | ----------- | ----------- | ----------- | ------------- |
| Апсолутни максимум, °C (°F)                                                                | 27 (81)     | 31 (88)     | 34 (93)     | 41 (106)    | 44 (111)    | 44 (111)    | 47 (117)     | 46 (115)     | 43 (109)    | 39 (102)    | 37 (99)     | 31 (88)     | 47 (117)      |
| Максимум, °C (°F)                                                                          | 20,9 (69,6) | 22,6 (72,7) | 25,8 (78,4) | 29,9 (85,8) | 33,8 (92,8) | 37,2 (99)   | 38,2 (100,8) | 38,7 (101,7) | 35,9 (96,6) | 32,4 (90,3) | 27,3 (81,1) | 22,5 (72,5) | 30,43 (86,78) |
| Просек, °C (°F)                                                                            | 15,6 (60,1) | 17 (63)     | 19,9 (67,8) | 23,8 (74,8) | 26,5 (79,7) | 30,4 (86,7) | 31,8 (89,2)  | 32,2 (90)    | 30,1 (86,2) | 26,6 (79,9) | 21,8 (71,2) | 17,2 (63)   | 24,41 (75,97) |
| Минимум, °C (°F)                                                                           | 10,4 (50,7) | 11,4 (52,5) | 14 (57)     | 17,7 (63,9) | 19,3 (66,7) | 23,7 (74,7) | 25,5 (77,9)  | 25,7 (78,3)  | 24,4 (75,9) | 20,9 (69,6) | 16,3 (61,3) | 11,9 (53,4) | 18,43 (65,16) |
| Апсолутни минимум, °C (°F)                                                                 | 3 (37)      | 3 (37)      | 8 (46)      | 11 (52)     | 16 (61)     | 21 (70)     | 22 (72)      | 23 (73)      | 21 (70)     | 16 (61)     | 8 (46)      | 5 (41)      | 3 (37)        |
| Количина падавина, mm (in)                                                                 | 4 (0,16)    | 6 (0,24)    | 5 (0,2)     | 3 (0,12)    | 1 (0,04)    | 0 (0)       | 0 (0)        | 0 (0)        | 0 (0)       | 1 (0,04)    | 3 (0,12)    | 6 (0,24)    | 29 (1,16)     |
| Дани са кишом                                                                              | 2           | 1           | 2           | 1           | 1           | 0           | 0            | 0            | 0           | 0           | 1           | 2           | 10            |
| Релативна влажност, %                                                                      | 49,5        | 51          | 47          | 38          | 34,5        | 29          | 24,5         | 32           | 39,5        | 44,5        | 47          | 50          | 40,54         |
| Сунчани сати — дневни просек                                                               | 8           | 9           | 9           | 10          | 12          | 13          | 13           | 13           | 12          | 10          | 9           | 7           | 10,4          |
| Извор #1: Climate-Data.org, altitude: 14m                                                  |             |             |             |             |             |             |              |              |             |             |             |             |               |
| Извор #2: BBC Weather for records and humidity, Weather2Travel for rainy days and sunshine |             |             |             |             |             |             |              |              |             |             |             |             |               |

| Клима Табе                   | Клима Табе | Клима Табе | Клима Табе | Клима Табе | Клима Табе | Клима Табе | Клима Табе | Клима Табе | Клима Табе | Клима Табе | Клима Табе | Клима Табе | Клима Табе  |
| Показатељ \ Месец            | .Јан.      | .Феб.      | .Мар.      | .Апр.      | .Мај.      | .Јун.      | .Јул.      | .Авг.      | .Сеп.      | .Окт.      | .Нов.      | .Дец.      | .Год.       |
| ---------------------------- | ---------- | ---------- | ---------- | ---------- | ---------- | ---------- | ---------- | ---------- | ---------- | ---------- | ---------- | ---------- | ----------- |
| Максимум, °C (°F)            | 20 (68)    | 22 (72)    | 25 (77)    | 29 (84)    | 33 (91)    | 36 (97)    | 37 (99)    | 38 (100)   | 35 (95)    | 32 (90)    | 27 (81)    | 22 (72)    | 29,7 (85,5) |
| Минимум, °C (°F)             | 10 (50)    | 11 (52)    | 14 (57)    | 17 (63)    | 19 (66)    | 23 (73)    | 25 (77)    | 25 (77)    | 24 (75)    | 20 (68)    | 16 (61)    | 12 (54)    | 18 (64,4)   |
| Количина падавина, mm (in)   | 3 (0,12)   | 5 (0,2)    | 5 (0,2)    | 3 (0,12)   | 1 (0,04)   | 0 (0)      | 0 (0)      | 0 (0)      | 0 (0)      | 1 (0,04)   | 3 (0,12)   | 4 (0,16)   | 25 (1)      |
| Дани са кишом                | 2          | 2          | 2          | 2          | 1          | 0          | 0          | 0          | 0          | 1          | 1          | 2          | 13          |
| Сунчани сати — дневни просек | 8          | 9          | 9          | 10         | 11         | 13         | 13         | 12         | 11         | 10         | 9          | 7          | 10,2        |
| Извор: Weather2Travel        |            |            |            |            |            |            |            |            |            |            |            |            |             |

| Јан           | Феб           | Мар           | Апр           | Мај           | Јун           | Јул           | Авг           | Сеп           | Окт           | Нов           | Дец           |
| ------------- | ------------- | ------------- | ------------- | ------------- | ------------- | ------------- | ------------- | ------------- | ------------- | ------------- | ------------- |
| 22 °C (72 °F) | 21 °C (70 °F) | 21 °C (70 °F) | 23 °C (73 °F) | 25 °C (77 °F) | 26 °C (79 °F) | 28 °C (82 °F) | 28 °C (82 °F) | 28 °C (82 °F) | 27 °C (81 °F) | 25 °C (77 °F) | 23 °C (73 °F) |

## Галерија
- Залив Фјорд
- Саладинова тврђава
- Поглед на плажу и више пределе Табе
- Урбани предео и плажа
- Градски путеви

- Стеновоти предели
- Једна од плажа Табе
- Гранични прелаз код Табе